# Буковжлак
Буковжлак (словен. Bukovžlak) — поселення в общині Целє, Савинський регіон, Словенія. 
Висота над рівнем моря: 264,1 м.